# Мона Брорссон
Мона Брорссон (швед. Mona Brorsson) — шведська біатлоністка, олімпійська медалістка.
Срібну олімпійську медаль Брорссон виборола в складі шведської естафетної четвірки в жіночій естафеті на Пхьончханській олімпіаді 2018 року.

## Виступи на Олімпійських іграх
| Ігри           | Інд. гонка | Спринт | Персьют | Масстарт | Естафета | Змішана естафета |
| -------------- | ---------- | ------ | ------- | -------- | -------- | ---------------- |
| Пхьончхан 2018 | 14         | 27     | 10      | 13       | Срібло   | 11               |
| Пекін 2022     | 12         | —      | —       |          | Золото   | —                |